# I miei successi (Giuni Russo)
I miei successi è un album raccolta di brani musicali della cantautrice italiana Giuni Russo, pubblicato il 29 settembre 2004, a quindici giorni dalla prematura scomparsa dell'interprete, su piattaforma di CD, dall'etichetta discografica UDP Discopiù.
Si tratta della riedizione dell'album Il meglio, pubblicato in due versioni nel 2000.
Il disco comprende otto brani che entrarono nella classifica di vendita italiana, quali Un'estate al mare, Sere d'agosto, Good good-bye, Mediterranea e Limonata Cha cha.
Inoltre, nella raccolta è stato incluso il brano Amala, in una versione diversa dall'originale del 1992, più "arabeggiante", remixata dal gruppo musicale italiano Novecento verso la fine degli anni novanta.
Il brano Adrenalina, cantato in duetto con Donatella Rettore nel 1987 e contenuto nel disco Album, in questa raccolta è interpretato da Giuni Russo solista, con un diverso arrangiamento.

## Tracce
1. Un'estate al mare (F. Battiato-G.Pio) - 3:13
2. Sere d'agosto (G. Russo - F. Messina) - 3:34
3. Limonata cha cha cha (G. Russo - M.A. Sisini- Tripoli) - 3:11
4. Alghero (G. Russo - M.A. Sisini) - 4:06
5. Good good-bye (G. Russo - F. Messina - F.Battiato - G.Pio) - 3:49
6. Mediterranea (G. Russo - M.A. Sisini) - 3:52
7. Le contrade di Madrid (G. Russo - M.A. Sisini - Tripoli) - 4:14
8. I ragazzi del sole (G. Russo - M.A. Sisini- G. Tripolino) - 3:07
9. Adrenalina (G. Russo - M.A. Sisini) - 3:38
10. Amala (G. Russo - M.A. Sisini - D. Tortorella) - 5:01
11. Mango, papaia (G. Russo - M.A. Sisini) - 3:37
12. Venere Ciprea (G. Russo - M.A. Sisini - Tripoli) - 3:42
13. Bing bang being (G. Russo - M.A. Sisini - T. Tramonti) - 3:07
14. L'oracolo di Delfi (G. Russo - M.A. Sisini - Faffner) - 3:39